# Dan Donovan
Daniel Michael Donovan , Jr., detto Dan (New York, 6 novembre 1956), è un politico statunitense, membro della Camera dei Rappresentanti per lo stato di New York dal 2015 al 2019.

## Biografia
Nato a Staten Island, dopo gli studi alla St. John's University e la laurea in legge alla Fordham University Donovan divenne avvocato. Per sette anni lavorò come assistente nell'ufficio del procuratore distrettuale, poi entrò a far parte dello staff del deputato Guy Molinari.
Entrato in politica con il Partito Repubblicano, tra il 2002 e il 2003 fu vicepresidente del borough di Staten Island. Subito dopo fu eletto procuratore distrettuale e mantenne l'incarico per i successivi dodici anni. Tra i vari casi di cui si occupò in queste vesti figura quello della morte di Eric Garner, un uomo di colore ucciso dalla polizia e divenuto simbolo della violenza delle forze dell'ordine contro gli afroamericani.
Nel 2015, quando il deputato Michael Grimm si dimise dalla Camera dei Rappresentanti in seguito ad uno scandalo, Donovan prese parte alle elezioni speciali per assegnare il suo seggio e riuscì a vincerle.